# Лакуста Гліб Корнійович
Глі́б Корні́йович Лаку́ста (1982—2023) — військовослужбовець полковник заступник начальника відділу ЦСО «А» УСБУ в Чернівецькій області.

## Життєпис
Народився 16 серпня 1982 році в місті Чернівці Чернівецька область.
У 2004 році закінчив Чернівецький національний університет. Проходив службу в спецпідрозділ СЦО Альфа у Чернівецькій області.
Учасник АТО і ООС. Загинув 3 липня 2023 року на Донеччині у бою під Бахмутом внаслідок ворожого обстрілу.
Похований 5 липня 2023 року на Алеї Слави чернівецького кладовища.

### Особисте життя
Залишилися батьки, дружина, двоє дітей, та брат Олег Лакуста — Герой України який 20 років служить у поліції і захищає Україну від агресора.

## Нагороди
- Орден Богдана Хмельницького 3-го ступеня (посмертно).
- Медаль «За 10 років сумлінної служби СБУ».
- Медаль «За 15 років сумлінної служби СБУ».
- Медаль «За 20 років сумлінної служби СБУ».